# 中华人民共和国国歌法
《中华人民共和国国歌法》是全国人大常委会法制工作委员会根据《中华人民共和国宪法》中关于国歌《义勇军进行曲》的条款制定的规范对中华人民共和国国歌的使用的全国性法律，其内容包括国歌的奏唱场合、奏唱礼仪、宣传教育，以及违反该法的后果。2017年初，中共中央总书记习近平对国歌立法作出批示。全国人大常委会高度重视习近平的批示，将其列入2017年的立法工作计划。《中华人民共和国国歌法》于2017年9月1日经第十二届全国人大常委会第二十九次会议决议通过，现已自2017年10月1日起施行。

## 立法背景与过程
全国人大常委会法工委主任沈春耀在草案提审的说明中表示：“多年来，国歌所承载的爱国情怀、忧患意识和奋勇前行的民族精神、深入人心，广大人民群众热爱祖国、尊崇国歌，国歌奏唱和使用总体情况是比较好的。但实际生活中也存在奏唱国歌不规范、参与者举止不得体，国歌标准曲谱未予发布，影响奏唱和播放效果等。”
在《中华人民共和国国歌法》制定之前，有先后两个规范中华人民共和国国歌使用的指导意见，一个是于1984年8月1日由中共中央宣传部为规范中华人民共和国国歌在中华人民共和国境内的奏唱所下发的《关于中华人民共和国国歌奏唱的暂行办法》，另一个是于2014年12月12日由中共中央办公厅、国务院办公厅印发的《关于规范国歌奏唱礼仪的实施意见》，内容主要涉及国歌奏唱场合、奏唱礼仪、国歌宣传教育等，并且对外事活动、运动赛事、学校活动等活动中的国歌使用进行了详细指导。
2008年起，全国政协委员每年都在政协会议上提议应该对国歌进行立法。及後，全国政协委员言恭达亦在2015年3月提出訂立《国歌法》。當時建議訂立《国歌法》的原因為中國民眾對國歌認知不足，常有中國國內的青年人都普遍對國歌持有錯誤理解的消息傳出，令人擔心年輕一代缺乏國家意識。
訂立《国歌法》的建議此前一直不被重視。直至在2015年6月，2018年世界盃國際足協世界盃外圍賽亞洲區第二圈暨2019年亞足聯亞洲盃外圍賽第二圈上，中國隊及香港隊獲抽同組。此時，中國內地與香港的政治關係因之前的雨傘革命導致急速惡化，香港隊球迷為報復中國足球協會涉嫌以海報歧視港隊挑選入籍的黑人和白人球員、中國網民侮蔑香港人為「港狗」及「英犬」等方式的網上欺凌、全國人大常委會在2016年就香港立法會宣誓風波進行釋法，在每場賽事開賽前的奏國歌環節上對國歌喝倒彩。香港球迷“嘘国歌”事件後來一直持續，導致引起中國國內官民對訂立《国歌法》的關注。
2016年12月12日，全国人大常委会委员长张德江主持第十二届全国人民代表大会常务委员会第84次委员长会议通过了《全国人大常委会2017年立法工作计划》，2017年4月11日第十二届全国人民代表大会常务委员会第93次委员长会议修改，2017年5月2日公开。该计划中将《中华人民共和国国歌法》列入“初次审议的法律案”中，并拟于2017年6月初次审议。
2017年6月22日，由全国人大常委会法制工作委员会拟定的《中华人民共和国国歌法（草案）》首次提请第十二届全国人民代表大会常务委员会第28次会议审议。6月28日至7月27日期间，《中华人民共和国国歌法（草案）》初审稿通过中国人大网向公众进行了首次意见征集。《中华人民共和国国歌法（草案）》初审稿全文共15个条款，在其内容中规范了对中华人民共和国国歌的奏唱、播放和使用，其内容包括了对国歌的地位、对奏唱国歌的场合、对国歌奏唱的形式和礼仪等内容。
2017年8月28日，《中华人民共和国国歌法（草案）》第二次提请第十二届全国人民代表大会常务委员会第29次会议审议。本次的审议，在原有的初审稿的基础上对草案的大部分内容进行了编修调整，使其内容更趋于合理化。在对《中华人民共和国国歌法》的历次草案的对比中，只有其第二条及第十二条是在首次制定后就未予变动的两个条款。
2017年9月1日，第十二届全国人民代表大会常务委员会第29次会议第三次全体会议表决通过《中华人民共和国国歌法》，并由中华人民共和国主席习近平根据全国人大常委会的决议签署第75号主席令颁布本法，确定自2017年10月1日（第68个国庆节）起正式施行。

## 法律施行

### 中国内地
《中华人民共和国国歌法》的完整全文主要针对中国内地各省、直辖市、自治区依照地方实际情况制定有关行政法规予以具体实施。对于中国内地的各电视广播媒体，则统一以执行由国务院辖下国家新闻出版广电总局（2018年之后为国家广播电视总局）在2017年发布的《关于学习宣传贯彻〈中华人民共和国国歌法〉的通知》为准。
由国家新闻出版广电总局发布的《关于学习宣传贯彻〈中华人民共和国国歌法〉的通知》，说明颁布和实施《国歌法》是落实宪法规定和习近平总书记重要批示的重要举措。在针对地方台方面，大多数省级电视广播媒体实际上只有省会、单列市、地级市广播电台、电视台的第一套频道播放国歌，而一些省市台第一套是非上星综合频道的（通常是第二套为上星综合频道的）也会在该规定时段播放国歌（如福建电视台综合频道、上海广播电视台新闻综合频道、深圳广电集团都市频道、厦门电视台一套、延边电视台一套、内蒙古电视台新闻综合频道）。另外，一些呼号为“卫视”的外宣频道或方言频道亦有播放国歌（如大湾区卫视、厦门卫视、三沙卫视、海峡卫视、延边卫视）；而民族语卫星频道则会播放带民族语字幕的版本（如内蒙古蒙语卫视、西藏藏语卫视）。在2019年5月1日前，各应当播放国歌的广播电视频道仅有在国庆节、国际劳动节等重要的国家法定节日、纪念日的上午10点整播放国歌；从2019年5月1日至12月31日，为配合庆祝中华人民共和国成立70周年而开展的「我和我的祖国」群众性主题宣传教育活动，各级广播电台、电视台应当于每天的北京时间上午7点，在其主频率、主频道整点播放国歌（新疆的电视台为9:00）。其间，上述于重要纪念日上午10点整播放国歌的条款则被暂时冻结。2020年1月1日起，上述要求不再作为强制性规定，但央视、央广和绝大多数地方台等应当播放国歌的广播电视频道仍为每天的北京时间上午7点播放国歌（如应当播放国歌的广播频道转播《新闻和报纸摘要》加长播出时间，则顺延播放）。
“通知中第四条：广播电台、电视台播放国歌应当使用国歌官方录音版本。在官方录音版本确定前，广播电台、电视台可以使用当前符合国歌标准演奏曲谱的通用版本。电视台播放国歌时，所配视频由中央电视台按照《国歌法》精神组织专家审定后录制。”新修改的国旗法、国徽法2021年1月1日起施行，国歌新版MV同日发布。当日早6时许，中央广播电视总台所属中央电视台播出2021年最新版《中华人民共和国国歌》MV，总台所属广播也相继播出2021最新版《中华人民共和国国歌》音频。
本法律正式施行后，原由中共中央办公厅、国务院办公厅于2014年12月12日印发的《关于规范国歌奏唱礼仪的实施意见》实际上已失效。
2024年9月1日，国务院新闻办根据本法第10条的规定，发布了国歌的标准演奏曲谱与国歌官方录音版本。

### 澳門
在澳門立法前，全国人大常委会法制工作委员会表示，《中华人民共和国国歌法》属于全国性法律，成法后会择机通过全国人大常委会的决定将其纳入澳门特别行政区基本法的附件三中，而使其适用澳门。
在澳门，此前已经施行的第5/1999号法律已经对侮辱国歌的处罚作出规定。根据该法律第七条，国歌应依照该法律附件四的正式总乐谱的准确规定进行演奏，并且不得修改国歌的歌词。依据第九条，演奏国歌时蓄意不依歌谱或更改歌词，构成对国家象征的不尊重。第九条同时也规定，以言词、动作或散布文书、又或以其他与公众通讯的工具，公然侮辱国家象征，又或对之不尊重者，处最高3年徒刑，或最高360日罚金。另外，澳门唯一免费电视台澳广视各频道亦会在部分时段播放国歌。
2017年11月4日，第十二届全国人大常委会第三十次会议决定，将《中华人民共和国国歌法》纳入《澳门特别行政区基本法》附件三，澳門立法會在2018年8月通過《修改第5/1999號法律〈國旗、國徽及國歌的使用及保護〉》法案。

### 香港

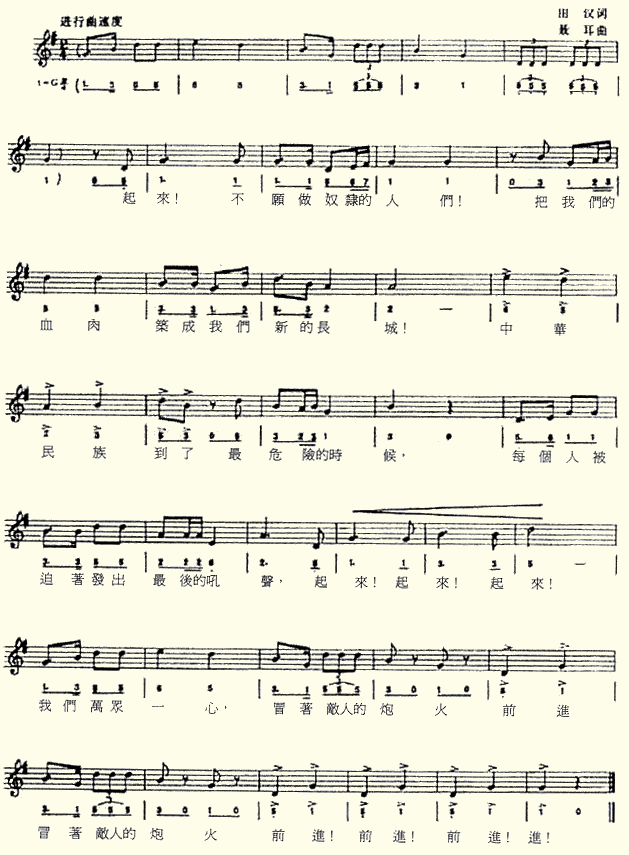
《義勇軍進行曲》，中華人民共和國的國歌

國歌條例是香港的一部刑事法例，主要內容有：限制了演奏中華人民共和國國歌《義勇軍進行曲》的樂譜必須是標準化的鋼琴譜或管弦樂譜，「篡改國歌歌詞或國歌曲譜，或以歪曲或貶損的方式奏唱國歌」者最高處3年監禁。本法對應2017年《中华人民共和国国歌法》，於2018年3月開始在香港社會討論，2020年6月12日實施。

## 相关案例
2017年11月14日，内蒙古自治区赤峰市宁城县一名王姓网络男主播利用快手视频直播平台以恶搞形式演唱《义勇军进行曲》，随后被网友指出违规，并遭到举报。2018年10月30日，宁城警方在官方微信公众号发布消息称，已对该男子处以行政拘留15日。
2018年10月7日，虎牙主播“莉哥”（本名杨凯莉）在直播过程中，篡改国歌曲谱，以嬉皮笑脸的方式演唱国歌第一句，并将国歌作为自己“网络音乐会”的“开幕曲”。10月10日，虎牙发布通报，称其行为违反了《中华人民共和国国歌法》中奏唱国歌时应当举止庄重的相关规定。对此，虎牙平台决定即日起封禁主播“莉哥”直播间，冻结主播莉哥直播账号，下架全部相关影像作品，并对其进行整改教育。10月13日，上海静安警方通报，已依法对杨凯莉处以行政拘留5日。
2021年9月26日，江苏省常州市河海派出所接到辖区居民举报，称有人在微信群内发布篡改国歌歌词的信息。经警方调查，涉事人陈某因对其所住社区近期公示的将要安排物业入驻及小区停车收费管理方案不满，于9月25日在该小区的业主微信群内篡改国歌歌词并发表在微信群。案件发生后，警方已依法对涉事人予以警告处分。

### 引用
1. ↑  .   [2017-09-02]. （原始内容存档于2017-09-02）.
2. ↑  沈春耀. . 中国人大网. 2017-06-22  [2017-09-01]. （原始内容存档于2019-12-09）. 今年初，习近平总书记对国歌立法作出重要批示。全国人大常委会高度重视，将国歌法列入2017年立法工作计划。
3. ↑  .   [2017-09-02]. （原始内容存档于2017-09-02）.
4. ↑  . 新华网. 2017-05-08. （原始内容存档于2017-09-01）.
5. 1 2 3 4 5 6 7  黃雲娜、梁艷明. . 香港01. 2019-02-19. （原始内容存档于2019-11-07）.
6. ↑  .   [4 January 2016]. （原始内容存档于2019-11-07）.
7. ↑  . Hongkong Free Press. 2016-07-09  [2016-09-16]. （原始内容存档于2016-09-20）.
8. ↑  . 中国人大网. 2017-08-15  [2017-09-01]. （原始内容存档于2017-09-01）.
9. ↑  .   [2017-09-02]. （原始内容存档于2017-09-02）.
10. ↑  . 中国人大网.   [2017-09-01]. （原始内容存档于2017-08-28）.
11. ↑  . 人民网. 2017-06-22. （原始内容存档于2017-08-26）.
12. ↑  .   [2017-09-07]. （原始内容存档于2017-09-07）.
13. ↑  . 新浪. 2017-09-01  [2017-09-01]. （原始内容存档于2017-09-01）.
14. ↑  .   [2017-10-01]. （原始内容存档于2017-10-01）.
15. ↑  . 国家广播电视总局. 国家新闻出版广电总局. 2017-09-29  [2020-05-17]. （原始内容存档于2020-11-04）. 充分认识颁布和实施《国歌法》的重要意义。国歌是宪法确定的国家重要象征和标志。颁布和实施《国歌法》是落实宪法规定和习近平总书记重要批示的重要举措。
16. ↑  高孟阳. . m.news.cctv.com.   [2023-03-30]. （原始内容存档于2023-03-30）.
17. ↑  MuchStudio. . www.bilibili.com.   [2023-03-30]. （原始内容存档于2023-03-30） （中文（简体））.
18. ↑  国务院. . 中国政府网. 2017-10-01  [2024-09-07]. （原始内容存档于2025-02-10） （中文）.
19. ↑  国务院新闻办. . 中华人民共和国国务院. 2024-09-01  [2024-09-07]. （原始内容存档于2024-12-14） （中文）.
20. ↑  .   [2020-05-27]. （原始内容存档于2020-11-04）.
21. ↑  Allen, Kerry. . BBC中文网. 2017-05-04  [2017-09-01]. （原始内容存档于2017-09-02） （中文（简体））.
22. ↑  Deutsche Welle. . 德国之声.   [2017-09-01]. （原始内容存档于2017-09-02） （中文）.
23. ↑  端小二. . 端傳媒.   [2017-09-01]. （原始内容存档于2021-11-17） （中文（香港））.
24. ↑  . 澳门法务局.   [2017-10-03]. （原始内容存档于2017-10-03）.
25. ↑  . 央视网.   [2017-11-04]. （原始内容存档于2017-11-07）.
26. ↑  . 香港文匯報. 2019-01-25  [2020-05-24]. （原始内容存档于2020-05-10）.
27. ↑  .   [2020-05-27]. （原始内容存档于2020-11-04）.
28. ↑  . 多维新闻. 2018-10-30  [2018-11-18]. （原始内容存档于2018-11-18）.
29. ↑  . 新京报. 2018-10-10  [2018-10-11]. （原始内容存档于2018-10-11）.
30. ↑  . 上观. 2018-10-14  [2018-10-14]. （原始内容存档于2018-10-14）.
31. ↑  . 北京日报客户端. 2021-09-30  [2021-10-09]. （原始内容存档于2021-09-30）.